# Сариарка (Жарминський район)
Сариарка́ (каз. Сарыарқа) — село у складі Жарминського району Абайської області Казахстану. Входить до складу Шарської міської адміністрації.
Населення — 135 осіб (2021; 204 у 2009, 319 у 1999, 319 у 1989).
Національний склад станом на 1989 рік:
- казахи — 100 %

До 1993 року село називалось Підхоз.